# Tomasz Wyka
Tomasz Wyka – polski biolog, dr hab. nauk biologicznych, adiunkt Instytutu Biologii Eksperymentalnej i Wydziałowej Pracowni Fitotronowej Wydziału Biologii Uniwersytetu im. Adama Mickiewicza w Poznaniu.

## Życiorys
Obronił pracę doktorską, 19 grudnia 2014 habilitował się na podstawie dorobku naukowego i pracy. Został zatrudniony na stanowisku adiunkta w Instytucie Biologii Eksperymentalnej, a także w Wydziałowej Pracowni Fitotronowej na Wydziale Biologii Uniwersytetu im. Adama Mickiewicza w Poznaniu.
Piastuje stanowisko kierownika w Wydziałowej Pracowni Fitotronowej na Wydziale Biologii Uniwersytetu im. Adama Mickiewicza w Poznaniu.

## Publikacje
- 2007: Acclimation of leaves to contrasting irradiance in juvenile trees differing in shade tolerance[1]
- 2009: Winter photoinhibition in needles of Taxus baccata seedlings acclimated to different light levels[1]